# Ротстергаст
Ротстергаст (нід. Rotstergaast) — село в нідерландській провінції Фрисландія. Входить до муніципалітету Фріске-Маррен.
Його площа становить 9,93 км², а населення станом на 2021 рік складало 180 осіб.

## Галерея

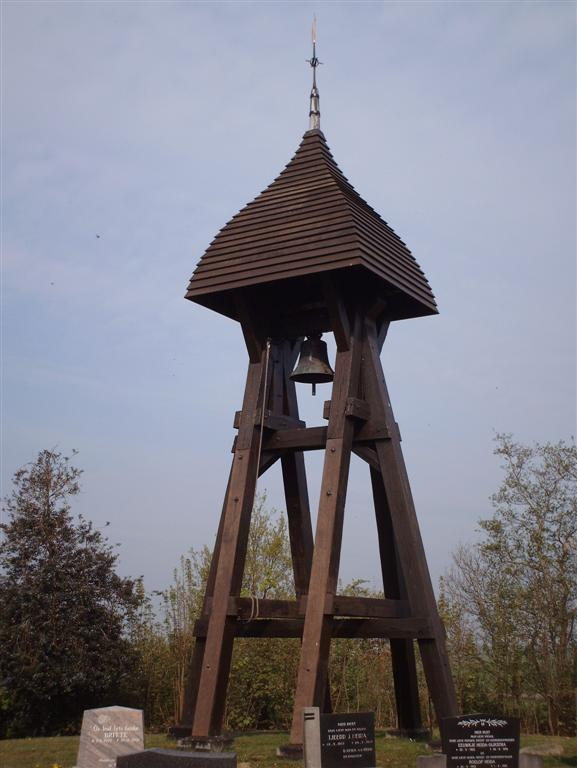
Сільська дзвіниця